# Saint-Nizier-de-Fornas
Saint-Nizier-de-Fornas là một xã trong tỉnh Loire miền trung nước Pháp.